# Sempervivum cantabricum
Sempervivum cantabricum är en fetbladsväxtart. Sempervivum cantabricum ingår i släktet taklökar, och familjen fetbladsväxter.

## Underarter
Arten delas in i följande underarter:
- S. c. cantabricum
- S. c. guadarramense
- S. c. urbionense